# 캠프 페이지
캠프 페이지(Camp Page)는 한국전쟁 당시 춘천에 제4미사일사령부와 주한 미군 군사 고문단 등이 주둔하기 시작하면서 만들어진 주한 미군의 주둔지로 1983년 5월 5일 중국 민항기 불시착 사건 당시 중국 민항기가 이곳에 착륙한 곳으로 알려져 있다. 2005년 대한민국에 반환되었으며 8년간의 정비를 거쳐 2013년 6월에 시민에게 개방되었다.
캠프 페이지가 춘천시의 한 가운데에 위치하고 있었기 때문에 주변의 소양동 등은 소음, 교통 불편 등의 문제로 지역 발전에 많은 불이익을 받았다.

## 역사
캠프 페이지는 한국전쟁 중인 1950년 장진호 전투에서의 공훈으로 명예 훈장을 수여받은 존 U. D. 페이지 대령에서 이름을 따왔다. 
미군 기밀문서에서 핵무기가 배치되었던 것으로 확인되었고, 1972년에 핵탄두 관련 사고가 있었다. 그 외에도 기지에 고엽제를 매립했다는 캠프 페이지에서 근무했던 퇴역 군인 댈러스 스넬의 증언 이 있었다.
2005년 3월 29일, 마침내 캠프 페이지가 폐쇄되었다. 제542의무후송중대는 포트 캠벨, 제2항공연대 1대대는 캠프 이글로 잠시 이사하고 캠프 롱으로 갔다.

## 주둔
- 제4미사일사령부
- 주한 미군 군사 고문단
- 제2항공연대, 1대대
- 제542의무후송중대

## 같이 보기
- 주한 미군의 시설 목록

## 참고
1. ↑  고제규; 김은지 (2011년 6월 2일). “춘천 ‘캠프 페이지’ 미군 기지 중 오염 최악”. 시사인. 2011년 11월 29일에 원본 문서에서 보존된 문서. 2013년 6월 15일에 확인함.
2. ↑  SECRET OF KOREA :: 춘천에도 핵무기 있었다 - 춘천기지보관 한국핵작전표준절차 비밀문서 발견
3. ↑  김영미 (2011년 5월 30일). “1972년 춘천 캠프 페이지에서 핵무기 사고 있었다”. 시사인. 2011년 11월 29일에 원본 문서에서 보존된 문서. 2013년 6월 14일에 확인함.
4. ↑  김종원 (2005년 3월 30일). “美 2사단 '캠프페이지' 29일 기지 폐쇄”. 대한민국 정책브리핑. 2019년 5월 21일에 확인함.